# Iznogoud

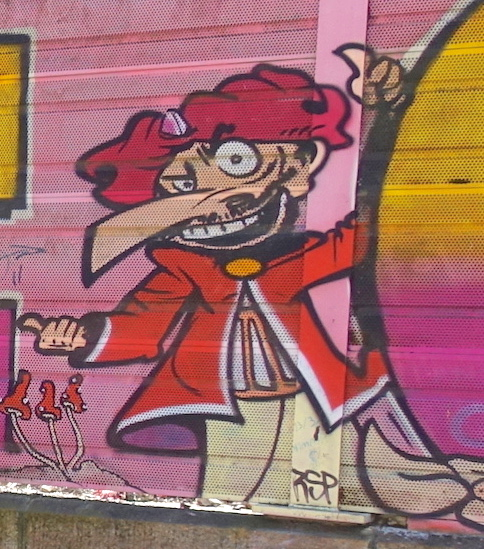
A personagem referida

Iznogoud é um personagem de banda desenhada franco-belga, criado em 1962 por René Goscinny e Jean Tabary.
O nome Iznogoud soa como o inglês "he's no good", ou "ele não presta".
Trata-se do Grão-Vizir Iznogoud que ambiciona ser califa e elabora diversos planos para usurpar o trono do califa  Haroun El Poussah (Harun Al Sindar, em Portugal; Harun Al Mofad, no Brasil).
Seu bordão é "Eu quero ser califa no lugar do califa". Na dublagem brasileira, ficou sendo "Eu quero ser o sultão no lugar do sultão".
Inicialmente o pequeno vizir era apenas um personagem secundário das aventuras do califa Haroun El Poussah mas, dado o seu sucesso, tornou-se personagem principal de uma história em quadrinhos em 1966. Mais de 25 álbuns já foram editados.

## "Eu quero ser califa..." em diversos idiomas
- Je veux être calife à la place du calife! (em francês)
- I want to be Caliph instead of the Caliph! (em inglês)
- Quiero ser Califa en lugar del Califa (em castelhano)
- Ich will Kalif werden anstelle des Kalifen! (em alemão)
- Me volas esar kalifo pri la kalif-plaso! (ido)
- Bli kalif i stället för kalifen!  (sueco)

## Curiosidade
- Iznogoud é citado em uma história de Asterix, pelo vilão Khenvenlah, na história As 1001 Horas de Asterix. A citação envolve seu famoso bordão.

"Após a filha, me livrarei do pai. Como diz meu primo Iznogud (sic), breve me tornarei Rajá no lugar do Rajá!"